# Eleição municipal de São Gonçalo do Amarante (Rio Grande do Norte) em 2016
A eleição municipal de São Gonçalo do Amarante em 2016 foi realizada para eleger um prefeito, um vice-prefeito e 17 vereadores no município de São Gonçalo do Amarante, no estado brasileiro do Rio Grande do Norte. Foram eleitos Paulo Emidio de Medeiros (Partido da República) e Eraldo Daniel de Paiva para os cargos de prefeito(a) e vice-prefeito(a), respectivamente. Seguindo a Constituição, os candidatos são eleitos para um mandato de quatro anos a se iniciar em 1º de janeiro de 2017. A decisão para os cargos da administração municipal, segundo o Tribunal Superior Eleitoral, contou com 61.413 eleitores aptos e 4.432 abstenções, de forma que 7,22% do eleitorado não compareceu às urnas naquele turno.

## Resultados

### Prefeito
A eleição para prefeito contou com 4 candidatos em 2016: João Maria Ferreira da Silva (Solidariedade), Josineide Gonçalves da Silva (PATRIOTA), Francisco Potiguar Cavalcanti Neto (PMDB), Paulo Emidio de Medeiros (PR) que obtiveram, respectivamente, 4.860, 987, 21.334, 23.554 votos. O Tribunal Superior Eleitoral também contabilizou 7,22% de abstenções nesse turno.
| Candidato(a)                             | Vice                        | Coligação                    | Votos recebidos | Percentual |
| ---------------------------------------- | --------------------------- | ---------------------------- | --------------- | ---------- |
| Paulo Emidio de Medeiros (PR)            | Eraldo Daniel de Paiva      | Seguindo Com as Mudanças     | 23554           | 46.43%     |
| Francisco Potiguar Cavalcanti Neto (MDB) | Maria Tereza de Oliveira    | São Gonçalo é do Povo        | 21334           | 42.05%     |
| João Maria Ferreira da Silva (SD)        | Cesar Verissimo de Oliveira | Juntos Somos Mais Fortes     | 4860            | 9.58%      |
| Josineide Gonçalves da Silva (PATRI)     | Josué Antão do Nascimento   | Nova Oposição de São Gonçalo | 987             | 1.95%      |

### Vereador
Na decisão para o cargo de vereador na eleição municipal de 2016, foram eleitos 17 vereadores com um total de 53.937 votos válidos. O Tribunal Superior Eleitoral contabilizou 1.136 votos em branco e 1.908 votos nulos. De um total de 61.413 eleitores aptos, 4.432 (7.22%) não compareceram às urnas.
| Nome                                     | Partido político                       | Coligação                            | Votos recebidos | Percentual |
| ---------------------------------------- | -------------------------------------- | ------------------------------------ | --------------- | ---------- |
| Jailson Tavares de Morais                | Partido da República (PR)              | Partido da República (sem coligação) | 2126            | 3.94%      |
| Maria Erivalda Alves Siqueira Abreu      | Partido da República (PR)              | Partido da República (sem coligação) | 2100            | 3.89%      |
| Gerson Bezerra de Souza                  | Partido Republicano Brasileiro (PRB)   | Seguindo com as Mudanças II          | 1741            | 3.23%      |
| Edson Arcanjo da Silva                   | Movimento Democrático Brasileiro (MDB) | São Gonçalo é do Povo                | 1627            | 3.02%      |
| Adelson Martins                          | Partido Verde (PV)                     | Seguindo com as Mudanças I           | 1620            | 3%         |
| Valleska Rayure da Costa Protasio Lisboa | Partido da República (PR)              | Partido da República (sem coligação) | 1573            | 2.92%      |
| Francimario Pereira Dantas               | Partido Republicano Brasileiro (PRB)   | Seguindo com as Mudanças II          | 1563            | 2.9%       |
| Clovis Barbosa de Oliveira Junior        | Partido da Mulher Brasileira (PMB)     | Seguindo com as Mudanças II          | 1503            | 2.79%      |
| Tarcisio Fernandes de Oliveira           | Partido Social Democrático (PSD)       | São Gonçalo é do Povo                | 1457            | 2.7%       |
| Raimundo Mendes Alves                    | Partido da Mulher Brasileira (PMB)     | Seguindo com as Mudanças II          | 1419            | 2.63%      |
| Edson Valban Tinoco de Oliveira          | Partido Verde (PV)                     | Seguindo com as Mudanças I           | 1124            | 2.08%      |
| Edmilson Gomes da Costa                  | Movimento Democrático Brasileiro (MDB) | São Gonçalo é do Povo                | 1109            | 2.06%      |
| Thiago Soares Vieira                     | Partido Trabalhista Cristão (PTC)      | Seguindo com as Mudanças III         | 1088            | 2.02%      |
| Geraldo Verissimo de Oliveira            | Partido Comunista do Brasil (PCdoB)    | Juntos Somos Mais Fortes             | 1081            | 2%         |
| Raimundo Eudocio da Mota                 | Solidariedade (SD)                     | Juntos Somos Mais Fortes             | 968             | 1.79%      |
| Pablo Rodrigo Irineu de Alcantara        | Partido Trabalhista Cristão (PTC)      | Seguindo com as Mudanças III         | 637             | 1.18%      |
| Marcia Maria Soares de Oliveira          | Partido Trabalhista Cristão (PTC)      | Seguindo com as Mudanças III         | 567             | 1.05%      |